# ريتشارد كريسب
ريتشارد كريسب (بالإنجليزية: Richard Crisp)‏ هو لاعب كرة قدم بريطاني، ولد في 23 مايو 1972 في برمنغهام في المملكة المتحدة. لعب مع أستون فيلا وسكونثورب يونايتد ونادي تلفورد يونايتد.